# Barrage de Koudiet Lamdaouar
Le barrage de Koudiet Lamdaouar construit en 1994 sur l'oued Rbôa est situé à 7 km au nord-est de Timgad et à 35 km de Batna en Algérie.
C'est un barrage réservoir qui mobilise les eaux superficielles de l'oued Reboa dont le bassin versant couvre 59 000 hectares.
48,72 % de la population de la wilaya de Batna, soit 682 000 habitants, boit l'eau provenant de ce barrage qui alimente les villes de Batna, Tazoult, Timgad, Ain Touta, Barika, Arris et Ouled Rechache dans la wilaya de Khenchela.

## Histoire
Sa construction a été inscrite en 1990, un cordon de sécurité permanent pour commencer la construction du barrage en 1994, en septembre 2005 il a été inauguré par le président Abdelaziz Bouteflika.

## Caractéristique
Superficie : 587,6 km2